# Magwi
Magwi (ang. Magwi County) – jednostka podziału terytorialnego w Sudanie Południowym. Według spisu powszechnego z 2008 r. liczba mieszkańców wynosi 169 826. Siedzibą administracji hrabstwa jest miejscowość Magwi. Do 2015 leżała w stanie Ekwatoria Wschodnia, po reformie z roku 2015 leży w stanie Imatong.